# Аншан

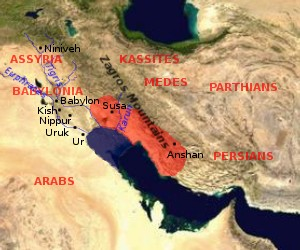
Местонахождение Аншана на карте Эламского государства. Показаны примерные очертания Персидского залива в эпоху бронзового века.

Аншан (перс. انشان‎) — древний эламский город, в 3-м тысячелетии до н. э. — одна из ранних столиц Элама до переноса столицы в Сузы. По мнению археологов, Аншан находился на месте современного археологического памятника Талли-Мальян или Тепе-Мальян (холм Мальян) на юго-западе Ирана, в 36 км к северо-западу от города Шираз в Загросских горах, провинция Фарс.

## История
До 1973 года, когда Аншан был идентифицирован с городищем Талли-Мальян, историки искали его в центральной части Загроса.
Этот эламский город был, по-видимому, довольно древним. Он впервые упоминается в раннешумерском эпосе Энмеркар и повелитель Аратты как находящийся «по пути» из Урука в легендарную страну Аратта, и предположительно возник одновременно с возникновением шумерской письменности. Из Аншана происходили несколько эламских династий.
Маништушу сообщает, что покорил Аншан, однако при его преемниках, когда Аккадская империя ослабла, наместник Суз, Кутик-Иншушинак, отпрыск Аванской династии, объявил независимость от Аккада и захватил Аншан.
Вслед за тем Гудеа из Лагаша в своей надписи утверждает, что покорил Аншан. Правители Третьей династии Ура, Шульги и Шу-Суэн, назначали в Аншан собственных наместников. Тем не менее, их потомок, Ибби-Суэн, по-видимому, в течение своего царствования безуспешно пытался восстановить контроль над Аншаном, что закончилось тем, что эламцы в 2004 году до н. э. разграбили Ур, захватили статуи Нанны и самого Ибби-Суэна и перевезли их в Аншан.
В старовавилонский период царь Гунгунум из Ларсы датировал 5-й год своего царствования временем после разрушения Аншана.
Начиная с XV века до н. э. эламские правители в Сузах начинают использовать титул «царь Аншана и Суз» (в аккадских текстах эти топонимы употребляются в обратном порядке, «царь Суз и Аншана»), и, по-видимому, Сузы и Аншан играли равно важную роль в течение большей части среднеэламского периода. Последним царём, который употреблял такой титул, был Шутрук-Наххунте II (около 717—699 годов до н. э.).

## Колыбель Ахеменидской империи
Аншан попал под власть Ахеменидов в VII веке до н. э., когда его захватил Теисп (675—640 годы до н. э.), взявший себе титул «Царь города Аншан». В течение следующего века, когда Элам приходил в упадок, Аншан был малозначительным царством, пока Ахемениды в VI веке до н. э. не совершили серию завоеваний, начиная с Аншана, в результате чего было создано ядро Персидской империи. Наиболее важным из завоевателей, вышедших из Аншана, был Кир Великий.

## Археология
Археологический памятник Аншан занимает площадь около 200 гектаров. Основную его часть занимает низкий (высотой около 4—6 м), с плоской вершиной холм-телль площадью около 130 гектаров. С трёх его сторон обнаружены руины древней городской стены длиной 5 километров, которая датируется поздним периодом Банеш и периодом Кафтари. Среди находок в Талли-Мальяне — таблички протоэламским письмом и среднеэламской клинописью, печати и керамика, которая позволила датировать хронологию региона. Наиболее важной находкой можно считать кирпич времён царя Хутелутуш-Иншушинака, который позволил окончательно установить, что найденный город был именно Аншаном.
Впервые раскопки здесь провёл Феридун Таваллоли из Археологической службы Ирана в 1961 году. Результаты его раскопок так и не были опубликованы, хотя некоторые артефакты хранятся в Персепольском музее.
Систематические раскопки начала в 1971 году группа под руководством Уильяма Самнера (William Sumner) из Пенсильванского университета и Университета штата Огайо после предварительного обследования местности в 1968 году.

Раскопки продолжались в течение нескольких сезонов до 1978 года, когда произошла Иранская революция. Уже после революции, в 1999 году, Талли-Мальян раскапывал Камьяр Абди.